# Замглайська селищна рада
Замгла́йська се́лищна ра́да — адміністративно-територіальна одиниця та орган місцевого самоврядування в Ріпкинському районі Чернігівської області. Адміністративний центр — селище міського типу Замглай.

## Загальні відомості
Замглайська селищна рада утворена у 1989 році.
- Територія ради: 53,22 км²
- Населення ради: 1 871 особа (станом на 1 січня 2011 року)

## Населені пункти
Селищній раді підпорядковані населені пункти:
- смт Замглай

## Склад ради
Рада складається з 20 депутатів та голови.
- Голова ради: Красківський Олександр Сергійович
- Секретар ради: Лемішко Людмила Петрівна

### Керівний склад попередніх скликань
| Прізвище, ім'я, по батькові       | Основні відомості                                                        | Дата обрання | Дата звільнення |
| --------------------------------- | ------------------------------------------------------------------------ | ------------ | --------------- |
| Красківський Олександр Сергійович | Селищний голова, 1967 року народження, освіта вища, член Народної партії | 26.03.2006   | 31.10.2010      |
| Красківський Олександр Сергійович | Селищний голова, 1967 року народження, освіта вища, член Народної партії | 31.10.2010   |                 |

Примітка: таблиця складена за даними сайту Верховної Ради України

### Депутати
За результатами місцевих виборів 2010 року депутатами ради стали:

#### За суб'єктами висування
| Суб'єкт висування                                       | Кількість обраних депутатів | %  |
| ------------------------------------------------------- | --------------------------- | -- |
| Самовисування                                           | 8                           | 40 |
| Партія регіонів                                         | 6                           | 30 |
| Політична партія Всеукраїнське об'єднання «Батьківщина» | 3                           | 15 |
| Політична партія «Сильна Україна»                       | 2                           | 10 |
| Комуністична партія України                             | 1                           | 5  |

#### За округами
| № округу                                                | Прізвище, ім'я, по батькові       | Дата визнання обраним | Освіта  | Партійна приналежність                                          | Відомості про обраного депутата                     |
| ------------------------------------------------------- | --------------------------------- | --------------------- | ------- | --------------------------------------------------------------- | --------------------------------------------------- |
| Комуністична партія України                             |                                   |                       |         |                                                                 |                                                     |
| 6                                                       | Гайда Юрій Анатолійович           | 02.11.2010            | середня | член Комуністичної партії України                               | тимчасово не працює                                 |
| Партія регіонів                                         |                                   |                       |         |                                                                 |                                                     |
| 3                                                       | Савенко Едуард Михайлович         | 02.11.2010            | вища    | член Партії регіонів                                            | Ріпкинська районна друкарня, друкар                 |
| 7                                                       | Воєдило Людмила Валеріївна        | 02.11.2010            | середня | член Партії регіонів                                            | ПП «Воєдило Л. В.»                                  |
| 13                                                      | Ремезь Ірина Феліксівна           | 02.11.2010            | вища    | член Партії регіонів                                            | загальноосвітня школа смт Замглай, вчитель          |
| 16                                                      | Атрошенко Жанна Григорівна        | 02.11.2010            | вища    | член Партії регіонів                                            | ПП «Атрошенко Ж. Г.», керівник                      |
| 18                                                      | Герасимова Катерина Павлівна      | 02.11.2010            | вища    | член Партії регіонів                                            | загальноосвітня школа смт Замглай, бібліотекар      |
| 19                                                      | Сусло Алла Вікторівна             | 02.11.2010            | вища    | член Партії регіонів                                            | Замглайська селищна рада, бухгалтер                 |
| Політична партія Всеукраїнське об'єднання «Батьківщина» |                                   |                       |         |                                                                 |                                                     |
| 1                                                       | Михайленко Любов Григорівна       | 02.11.2010            | вища    | член Всеукраїнського об'єднання «Батьківщина»                   | Замглайський будинок-інтернат, медична сестра       |
| 4                                                       | Тимошенко Тетяна Анатоліївна      | 02.11.2010            | вища    | позапартійна                                                    | загальноосвітня школа смт Замглай, вчитель          |
| 12                                                      | Зюзя Людмила Миколаївна           | 02.11.2010            | вища    | член Всеукраїнського об'єднання «Батьківщина»                   | Замглайське АПТУ, викладач                          |
| Політична партія «Сильна Україна»                       |                                   |                       |         |                                                                 |                                                     |
| 15                                                      | Бугрим Анатолій Мефодійович       | 02.11.2010            | вища    | член Політичної партії «Сильна Україна»                         | Ріпкинська ЦР лікарня, лікар                        |
| 20                                                      | Давиденко Людмила Анатоліївна     | 02.11.2010            | вища    | член Політичної партії «Сильна Україна»                         | Замглайський будинок-інтернат, соціальний педагог   |
| Самовисування                                           |                                   |                       |         |                                                                 |                                                     |
| 2                                                       | Михайленко Юрій Миколайович       | 02.11.2010            | вища    | позапартійний                                                   | Новояриловицьке ПОВСКН на ДТК, ветеринарний лікар   |
| 5                                                       | Король Михайло Анатолійович       | 02.11.2010            | середня | позапартійний                                                   | Ріпкинська електрична мережа, водій                 |
| 8                                                       | Пархоменко Володимир Павлович     | 02.11.2010            | середня | позапартійний                                                   | СП «Полісся», керівник                              |
| 9                                                       | Марченко Віктор Іванович          | 02.11.2010            | вища    | позапартійний                                                   | ПП «Марченко В. І.», керівник                       |
| 10                                                      | Рекун Лариса Михайлівна           | 02.11.2010            | вища    | позапартійна                                                    | Ріпкинська філія ВАТ СГ «Гарантія», бухгалтер       |
| 11                                                      | Лемішко Людмила Петрівна          | 02.11.2010            | вища    | член «Жінки за майбутнє» Всеукраїнського політичного об'єднання | Замглайська селищна рада, секретар                  |
| 14                                                      | Ярошинська Ольга Олексіївна       | 02.11.2010            | вища    | позапартійна                                                    | пенсіонер                                           |
| 17                                                      | Бердниченко Анатолій Анатолійович | 02.11.2010            | вища    | позапартійний                                                   | Ріпкинська юридична консультація АО «Чока», адвокат |